# نیروهای مسلح شوروی
نیروهای مسلح شوروی (به روسی: Вооружённые Силы Союза Советских Социалистических Республик) مجموعه نیروهای مسلح اتحاد جماهیر شوروی سوسیالیستی بود، که در سال ۱۹۴۶ تأسیس شد و در سال ۱۹۹۲ منحل گردید. این ارتش شامل نیروهای زمینی شوروی، نیروی هوایی شوروی، نیروی دریایی شوروی، نیروی دفاع هوایی شوروی و نیروی موشکی استراتژیک شوروی می‌شد.